# Алагата
А́лагата (осет. Алæгатæ) — один из трёх родов, являющих собой эпический народ нартов. Род Алагата играл в жизни нартов важную социальную роль: объединял роды нартов, часто враждовавших между собой, в один народ во время их совместных пиршеств, хранил чудесную чашу Уацамонга, которая прославляла храброго, доблестного нарта и обличала зарвавшегося, помогал старикам-нартам достойно уйти из жизни.

## Мифология
В отличие от других родов — Ахсартагката и Бората — род Алагата упоминается в нартском эпосе очень редко. Род Алагата славится умом и рассудительностью. Представители рода Алагата не участвуют ни в каких столкновениях и никогда не упоминаются среди участников нартских походов за добычей. Только один из представителей рода Алагата юный Тотрадз вошёл в эпос как отважный герой, сумевший победить в единоборстве известного нарта Сослана.
Род Алагата исполняет важнейшую функцию в жизни нартов: именно у них по праву собираются на коллективное пиршество все три нартских рода, при этом пиры часто устраивают не по их инициативе, против их воли.

"Бывает, что в чрезвычайных обстоятельствах, например, когда нарты встревожены вестью о прибытии неизвестного богатыря, Шатана, хозяйка дома Ахсартагката, говорит им: «Ступайте быстро на пир в большой дом Алагата, сядьте семью рядами. Сослана поставьте виночерпием»

Пирами, которые часто стихийно возникают в доме Алагата, они не руководят. Но они берут в свои руки руководство бражничаньем, когда появляется хранимая ими чудесная чаша Уацамонга (Нартамонга) — чаша «указующая нарта». Алагата хранят у себя эту чашу и торжественно приносят её на пир и тогда они вправе указывать нартам других родов, что им делать во время совместного пира.

"Они хранят у себя Нартамонга и торжественно приносят её на пир. Она используется ими и для других целей, и тогда Алагата ставят условия. Например, во время пира, когда соперничавшие друг с другом Сослан и Челахсартаг плясали и на полу и на столах, а один из них даже на концах поднятых кверху нартовских мечей, Алагата вынесли Уацамонга, четырёхугольную чашу нартов, полную ронга и сказали: «Кто спляшет с чашей на голове, не пролив ни капли, тот и есть лучший плясун».

Кроме этого, дом Алагата предоставлялся для другой церемонии: насильственного умерщвления старого нарта, против которого молодые нарты устраивали всяческие интриги и который уже не мог доказать свою доблесть из-за своей немощи.

«Урызмаг под старость превратился в посмешище нартов, молодёжь стала плевать на него и вытирать о платье его свои грязные стрелы. Напрасно Сатана пыталась успокоить мужа: „Ведь есть же поговорка: и камень стареет, и дерево стареет“, — все мудрые увещания были напрасны: Урызмаг решил умереть».

Пожилого нарта приглашали на пир, чтобы там его либо усыпить либо отравить.

«Батраз жил на небе. А на земле его дядя Урызмаг в это время одряхлел и перестал быть на пирах и увеселениях. Он с трудом приходил только на ныхас. Молодые нарты собрались в доме Алагата и решили предать Урызмага постыдной смерти».

## Источник
- Алагата // Мифологический словарь / Гл. ред. Е. М. Мелетинский. — М.: Советская энциклопедия, 1990. — С. 32. — ISBN 5-85270-032-0.
- Алагаты С. Нартский род Алагата // «Терские ведомости», январь-февраль 2016, № 1—2, С. 8
- Дзадзиев А. Б., Дзуцев Х. В., Караев С. М. Этнография и мифология осетин. Краткий словарь. — Владикавказ, 1994. — С. 14. — ISBN 5-7534-0537-1.
- Дзиццойты Ю. А. К этимологии фамильного имени Алæгатæ // Вопросы осетинской филологии. — Цхинвал: Республика, 2017. — Т. I. — С. 224—228.
- Дюмезиль Ж. Осетинский эпос и мифология. Владикавказ: Наука, 2001.
- Чибиров Л., Рахно К. Алагата // «Северная Осетия», 1 апреля 2023, № 55 (28734), С. 8